# Варламівка (Кропивницький район)
Варла́мівка — село в Україні, у Кетрисанівській сільській громаді Кропивницького району Кіровоградської області. Населення становить 56 осіб.

## Історія
Село належало до Бобринецького району до його ліквідації 17 липня 2020 року.

## Населення
Згідно з переписом УРСР 1989 року чисельність наявного населення села становила 84 особи, з яких 38 чоловіків та 46 жінок.
За переписом населення України 2001 року в селі мешкало 56 осіб.

### Мова
Розподіл населення за рідною мовою за даними перепису 2001 року:
| Мова       | Відсоток |
| ---------- | -------- |
| українська | 94,64 %  |
| білоруська | 3,57 %   |
| інші       | 1,79 %   |